# Trigonostemon carnosulus
Trigonostemon carnosulus är en törelväxtart som beskrevs av Airy Shaw. Trigonostemon carnosulus ingår i släktet Trigonostemon och familjen törelväxter. Inga underarter finns listade i Catalogue of Life.